# غریبه‌های تمام‌عیار (فیلم ۲۰۰۳)
غریبه‌های تمام‌عیار (به انگلیسی: Perfect Strangers) یا غریبه‌های کامل فیلمی محصول سال ۲۰۰۳ و به کارگردانی گایلین پرستون است. در این فیلم بازیگرانی همچون سم نیل، ریچل بلیک و جد بروفی ایفای نقش کرده‌اند.